# Agra
Agra (hindi: आगरा; urdu: آگرہ) es una ciudad situada a orillas del río Yamuna, en el estado de Uttar Pradesh, en la India. Es una de las ciudades más pobladas del estado de Uttar Pradesh y la vigésima cuarta más poblada del país. Fue la capital del Imperio mogol entre 1556 y 1658.
La ciudad fue fundada entre 1501 y 1504 por Sikandar Lodi, sultán de Delhi, que la convirtió en su capital. El primer emperador mogol, Babur, se refugió en esta ciudad después de luchar con Lodi en 1526. Akbar la convirtió en la capital oficial del imperio en 1556.
De mediados del siglo XVI a mediados del XVII, durante los reinados de Akbar, Jahangir y Sha Jahan, la ciudad tuvo su máximo apogeo y esplendor. Sha Jahan ordenó construir el Taj Mahal en 1631. Más adelante la capital del imperio se trasladó a Delhi.
Tras la caída del Imperio mogol, los Jats en 1761, los rajputs de Gwalior en 1764, los Sindhia en 1784 y los británicos en 1803, residieron en la ciudad. Durante la revuelta de los cipayos de 1857 se desarrollaron diversas batallas sangrientas en el Fuerte de Agra. 
La ciudad recibe millones de visitantes cada año para visitar el mausoleo del Taj Mahal. Agra sufre una intensa contaminación atmosférica que está poniendo en serio peligro la conservación del patrimonio de la ciudad.

## Monumentos y lugares de interés
- El Taj Mahal, uno de los mausoleos más famosos del mundo.
- El Fuerte rojo, construido por Akbar como palacio y que su hijo convirtió en recinto militar.
- El Mausoleo de Itimad-Ud-Daulah, construido entre 1622 y 1628.
- El Mausoleo de Akbar el Grande, construido entre 1600 y 1613.
- La tumba de Chini Ka Rauza, primer ministro de Shah Jahan.
- Los jardines Ram Bagh, primeros jardines mogoles.
- La Iglesia de Akbar, iglesia católica construida en el siglo XVI por los jesuitas Rodolfo Acquaviva, Antonio de Montserrat y Francisco Henríquez en tierras cedidas por Akbar.

## Demografía
Según el censo de 2011, la ciudad tenía 1,585,704 habitantes y el Acantonamiento de Agra tenía 53,053. El área metropolitana tenía 1,760,285 habitantes. En la ciudad había 875 mujeres por cada 1000 hombres. En el distrito de Agra el índice de alfabetización era del 62.56%. La densidad de población era de 1084 habitantes/km². El distrito estaba compuesto por el 88.8% de hindúes y el 9.3% de musulmanes.